# Geranium crassipes
Geranium crassipes är en näveväxtart som beskrevs av William Jackson Hooker och Asa Gray. Geranium crassipes ingår i släktet nävor, och familjen näveväxter. Inga underarter finns listade i Catalogue of Life.